# Jorge Casanova
Jorge Daniel Casanova Curbelo (Sauce, 26 luglio 1976) è un allenatore di calcio ed ex calciatore uruguaiano, di ruolo centrocampista.

## Carriera
Cresciuto nel Club Atlético Bella Vista di Montevideo esordisce in prima squadra nel 1995. Nel 1999 si trasferisce al Lecce, con cui colleziona 2 presenze in Serie A in 2 stagioni. Nell'ottobre 2000 va al Ravenna, con cui gioca 15 partite in Serie B. Nel 2001 passa al Peñarol, nel 2003 torna al Club Atlético Bella Vista e l'anno seguente è al Chacarita Juniors. Nel 2005 disputa un campionato con l'Unión de Santa Fe e in agosto ritorna al Club Atlético Bella Vista. Nel 2007 approda nel campionato colombiano, nelle file dell'Atlético Bucaramanga prima e nell'Once Caldas poi.
Nel luglio 2009 si trasferisce invece all'Atletico Junior sempre nel massimo campionato colombiano.
Nel marzo 2011 fa ritorno nel Club Atlético Bella Vista dove disputa 4 partite nel torneo di clausura 2011.

## Palmarès

### Club

#### Competizioni nazionali
- Campionato colombiano: 2

Once Caldas: 2009 I
Atlético Junior: 2010 I
- Campionato uruguaiano: 1

Peñarol: 2002
- Campionato uruguaiano Segunda División: 1

Bella Vista: 1997
- Liguilla Pre-Libertadores de América: 1

Bella Vista: 1998

#### Tornei locali
- Torneo Preparación: 1

Bella Vista: 1995